# Andrea Pazienza
Andrea Michele Vincenzo Ciro Pazienza (San Benedetto del Tronto, 23 maggio 1956 – Montepulciano, 16 giugno 1988) è stato un fumettista, disegnatore e pittore italiano.

Andrea Pazienza nel 1974

Ritenuto uno degli artisti più rappresentativi e innovativi nel campo del fumetto italiano, la sua produzione, incentrata su personaggi come Zanardi e Pentothal, è stata negli anni ristampata più volte e resa oggetto di mostre e riconoscimenti. Alla sua vita e alle sue opere fu dedicato il film Paz!.

## Biografia
(Andrea Pazienza, Il segno di una resa invincibile, Corto Maltese, novembre 1983)
 Nacque a San Benedetto del Tronto (AP) il 23 maggio del 1956,  figlio di Enrico Pazienza, docente di educazione artistica originario di San Severo (FG), e della sambenedettese Giuliana Di Cretico, insegnante di educazione tecnica. La famiglia risiedeva stabilmente a San Severo ma la madre volle dare alla luce Andrea nel proprio paese natio. All'età di dodici anni Pazienza si trasferì per studi a Pescara, tornando quasi ogni fine settimana a San Severo, dove continuò a frequentare gli amici di sempre e a lasciare tracce del suo talento, tra l'altro realizzando le scenografie di alcuni spettacoli presso il Teatro Verdi; nella città abruzzese frequentò il liceo artistico «Giuseppe Misticoni» e strinse amicizia con l'autore di fumetti Tanino Liberatore.
In questi anni realizzò i suoi primi fumetti, in parte rimasti inediti, e una serie di dipinti; collaborò inoltre con il Laboratorio Comune d'Arte "Convergenze" che dal 1973 espose i suoi lavori in mostre sia collettive sia personali. Nel 1974 si iscrisse al corso di laurea in Discipline delle Arti, Musica e Spettacolo (DAMS) presso l'Università di Bologna, ma abbandonò gli studi a due esami dal conseguimento della laurea. Nel capoluogo emiliano visse appieno gli anni della contestazione legata al Movimento del '77, che fanno anche da sfondo al suo primo lavoro edito: il fumetto Le straordinarie avventure di Pentothal, (Alter Alter, 1977) e nello stesso periodo frequentò anche altri artisti e scrittori come Enrico Palandri, Pier Vittorio Tondelli, Gian Ruggero Manzoni, Freak Antoni e Francesca Alinovi.

Pazienza nel 1981 sul lungomare di San Menaio

Sempre nel 1977 entrò a far parte assieme a Filippo Scozzari del gruppo che realizzava una rivista sperimentale di fumetti per adulti di genere umoristico e satirico: Cannibale, fondata da Stefano Tamburini e Massimo Mattioli, al quale si unì in seguito anche il suo amico Tanino Liberatore.
Dal 1979 al 1981 collaborò col settimanale di satira Il Male. Nel frattempo, con il gruppo di Cannibale più Vincenzo Sparagna fondò nel 1980 il mensile Frigidaire sulle cui pagine fece il suo debutto il suo personaggio di Zanardi. La collaborazione con Frigidaire rivelò un Pazienza prolifico, benché insofferente verso scadenze e pressioni editoriali. Nei soli primi mesi di vita della rivista, realizzò soggetti e disegni per decine di storie in bianco e nero, a colori e con tecniche miste; tra i personaggi: Francesco Stella, l'Investigatore senza nome, Pertini (per un albo speciale «disegnato in tre giorni» disse Pazienza). Nello stesso periodo realizzò anche copertine di dischi, un calendario, alcuni poster e spot grafici. Inoltre omaggiò Tamburini e Scòzzari di collaborazioni, e illustrò articoli e racconti su richiesta del direttore Sparagna.

La redazione di Frigidaire al completo, nel febbraio 1982. In piedi da sinistra: Tanino Liberatore, Vincenzo Sparagna, Filippo Scozzari e Massimo Mattioli; sotto: Stefano Tamburini e Andrea Pazienza.

Pazienza si dedicò anche all'insegnamento, dapprima presso la Libera Università di Alcatraz di Dario Fo a Gubbio (coordinata dal figlio Jacopo), quindi nel 1983 partecipò a Bologna alla Scuola di Fumetto e Arti Grafiche Zio Feininger, fondata da Brolli e Igort in collaborazione con l'Arci locale, e insegnò a fianco di Magnus, Lorenzo Mattotti, Silvio Cadelo e altri. Qui tenne un corso fino al giugno del 1984 (tra gli allievi Francesca Ghermandi, Alberto Rapisarda, Enrico Fornaroli e Sauro Turroni), raccontando quell'esperienza di insegnante qualche anno più tardi nel romanzo a fumetti Pompeo.
Senza limitarsi al fumetto, Pazienza firmò in questi anni manifesti cinematografici (tra i quali quello della Città delle donne di Fellini nel 1980, e quello per Lontano da dove, regia di Stefania Casini e Francesca Marciano, nel 1983), videoclip (Milano e Vincenzo di Alberto Fortis e Michelle dei Beatles per il programma Mister Fantasy di Rai 1), copertine di dischi (come Robinson di Roberto Vecchioni, S.o.S brothers di Enzo Avitabile e Passpartù della Premiata Forneria Marconi) e campagne pubblicitarie. Lavorò anche per il mondo del teatro, realizzando scenografie e ideando locandine, come nel caso dello spettacolo di teatro-danza Dai Colli (coreografia di Giorgio Rossi) della compagnia Sosta Palmizi. Si cimentò anche nella pittura, esponendo nuove opere sia nel 1982, in occasione della rassegna Registrazione di Frequenza presso la Galleria Comunale d'Arte Moderna di Bologna, sia nel 1983, presso la galleria milanese Nuages e alla mostra Nuvole a go-go presso il Palazzo delle Esposizioni di Roma (con Altan e Pablo Echaurren). Inoltre, decorò con pitture murali l'aula del Polo Didattico della Facoltà di Lettere di Genova, e realizzò il gigantesco Zanardi equestre a Cesena.
Se in questi anni conobbe una grande popolarità grazie al suo lavoro, contemporaneamente come tanti della sua generazione si avvicinò alle droghe pesanti e in particolare all’eroina, alternando astinenza e dipendenza. Ben presto si guadagnò la fama di "tossico", sulla quale egli stesso ironizzava (ad esempio in un'intervista rilasciata a Red Ronnie nel 1984), e nel contempo cominciò a lavorare di meno e fu anche lasciato dalla sua fidanzata storica, Elisabetta Pellerano, che aveva iniziato una relazione con l'amico comune Marcello Jori.
Trasferitosi a Montepulciano nel 1984 e apparentemente uscito dalla dipendenza, nel giugno 1985 conobbe la fumettista Marina Comandini, che sposò l'anno seguente. Nel frattempo continuò a collaborare con le più importanti riviste italiane del fumetto tra cui Linus e partecipò alla creazione del mensile Frizzer (affiancato a Frigidaire) e collaborò alla rivista Tempi Supplementari.
Dal 1986 collaborò anche con Avaj, supplemento del mensile Linus, con Tango, settimanale del quotidiano L'Unità, con Zut, rivista satirica diretta da Vincino, e con Comic Art. Nel 1987 firmò la scenografia dello spettacolo di danza Dai colli del coreografo Giorgio Rossi e collaborò alla sceneggiatura de Il piccolo diavolo di Roberto Benigni il quale non accreditò il suo contributo, ma gli dedicò l'intero film, uscito nelle sale dopo la sua morte. In quegli anni nacquero opere legate alla sua crescente passione per la poesia e la storia: Pompeo, Campofame (da un poema di Robinson Jeffers) e Astarte.
Nella notte del 16 giugno 1988 Pazienza morì improvvisamente nella sua abitazione a Montepulciano; la moglie riferì che la notte precedente l'aveva trovato morto circa venti minuti dopo che si era chiuso nel bagno. Secondo il racconto di Sergio Staino, dopo un soggiorno in Brasile per uscire dalla tossicodipendenza, Pazienza era rientrato in Italia apparentemente disintossicato ma con un espediente gli aveva chiesto un'ingente somma di denaro con la quale avrebbe poi acquistato eroina e il giorno seguente sarebbe morto per overdose. Tuttavia la famiglia non rese mai pubblica la causa della morte lasciando intendere che si fosse trattato di un malore improvviso, dovuto a cause naturali.
Pazienza fu sepolto nel cimitero di San Severo. Al padre aveva detto: "Se mi dovesse succedere qualcosa, voglio solo un po' di terra a San Severo, e un albero sopra". Il desiderio, più volte espresso, fu ricordato anche dalla madre del disegnatore durante l'orazione funebre. Pochi giorni dopo, si aprì a Peschici la prima mostra che Andrea avrebbe dovuto tenere insieme al padre.

## Filmografia
Nel 2001 Stefano Mordini realizza il film documentario Paz'77, dove ci presenta un Pazienza alle prese con Pentothal, la sua prima opera. Il documentario, presentato al Torino Film Festival, è andato in concorso alla Triennale di Milano. Nel febbraio 2002 è uscito il film Paz!, diretto da Renato De Maria, che ha per protagonisti alcuni dei personaggi più importanti di Andrea Pazienza, tra i quali Pentothal, Fiabeschi e Zanardi, un'operazione legittimata dal fatto che già lo stesso Pazienza aveva sceneggiato un film su Zanardi (esiste una registrazione audio con l'artista che recita stralci della sceneggiatura). Fra i fumetti che ispirarono il film vi è Giorno. Nel 2013 esce Fiabeschi torna a casa diretto dallo stesso Max Mazzotta che torna ad interpretare l'omonimo personaggio già visto in Paz!.

## Omaggi
Molti luoghi dove l'artista abitò o che frequento, lo hanno omaggiato in vari modi: a Bologna una targa sull'edificio in via Emilia Ponente nº223 ricorda gli anni vissuti nella città, a San Severo sono stati intitolati all'artista il centro di documentazione permanente SPLASH! Archivio "Andrea Pazienza" presso il MAT Museo dell'Alto Tavoliere, a San Menaio, frazione di Vico del Gargano (FG) gli è stato intitolato il lungomare. Oltre a ciò, molti sono gli omaggi che vari artisti gli hanno voluto tributare:

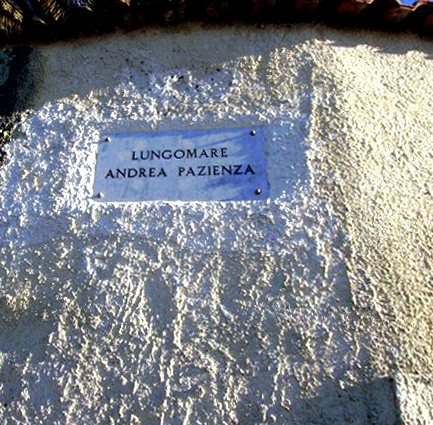
La targa sul Lungomare di San Menaio (FG) intitolato all'artista.

- la Bandabardò gli dedica la canzone Quello che parlava alla luna contenuta nell'album Iniziali bì-bì. "Sorrideva, aveva uno strano viso pieno di graffi e lotte da raccontare. Piaceva alle donne e si faceva amare";
- Roberto Benigni, legato da amicizia nei confronti dell'artista, dedica a Pazienza e a Donato Sannini il film Il piccolo diavolo (1988);
- nel libro di poesie Ballate del 1991 di Stefano Benni compare la poesia Zanardi (per Andrea Pazienza);
- il nome di Andrea Pazienza compare in due libri di grande tiratura come Jack Frusciante è uscito dal gruppo di Enrico Brizzi, Tre metri sopra il cielo di Federico Moccia e nel brano Presente di Piero Pelù. Nel primo si fanno espliciti riferimenti alla collaborazione di Pazienza alla rivista Frigidaire e il nome di Pazienza è citato nella dedica del libro, benché solo con le iniziali, assieme a quello di Pier Vittorio Tondelli. Nel secondo, il protagonista Step racconta di essersi introdotto nottetempo in una casa editrice per rubare alcune tavole originali di Paz. Inoltre, un fumetto-ritratto di Zanardi appare sulla copertina di Bastogne, il secondo romanzo di Enrico Brizzi;
- nell'albo di Dylan Dog Il numero duecento fa la sua apparizione un personaggio fino a quel punto mai comparso nella continuity di Dylan Dog: Virgil, il figlio dell'ispettore Bloch, che non è altro che la trasposizione sclaviana dello Zanardi di Pazienza. Alla pagina 68 dello stesso albo un personaggio secondario ha le sembianze dello stesso Pazienza: un "cameo a fumetti" con il quale gli autori della collana hanno voluto rendere ulteriore omaggio all'artista. Rimanendo nell'universo di Dylan Dog, nel videogioco Gli uccisori fra i quadri presenti all'interno della villa compare un ritratto di Zanardi.[19]
- in una storia a fumetti di Cattivik, titolata "Danceteria" (Silver-Lusso-Sommacal), appaiono Zanardi e i suoi compagni. La storia è dedicata alla memoria di Andrea Pazienza;
- ancora tra i fumetti della Sergio Bonelli Editore, Gea, protagonista della serie omonima di Luca Enoch, frequenta il Liceo "Paz";
- il musicista, compositore e produttore Sergio Cossu gli dedica il brano Apaz;
- la canzone 1977 dei Bisca cita Pazienza tra i ricordi dell'Italia del 1977;
- il 5 agosto 2008 il cantautore italiano Vinicio Capossela si è esibito al Carpino Folk Festival in un concerto omaggio ad Andrea Pazienza a coronamento della rassegna Vite im Pazienti (organizzata dal Comune di Vico del Gargano con mostra di tavole al Palazzo Della Bella),  rassegna dedicata al fumettista;
- viene citato il nome di Pazienza nel film Ovosodo di Paolo Virzì, dove è anche ripresa una scena tratta da un suo fumetto;
- nell'album Controverso del 2000, il gruppo rock Gang gli dedica la traccia numero nove (Paz);
- sulla copertina del libro Se trovo il coraggio, di Dario Buzzolan, del 2013, è presente un disegno di Andrea Pazienza, che viene citato anche nei ringraziamenti dell'autore;
- viene citato da Danno nel brano W l'Italia traccia numero 13 dell'album "Latte e Sangue" di Ice One e Don Diegoh e inoltre in Il Mistero della Sfinge, contenuto nell'album Ketam-City del rapper romano Ketama126.

## Opere
La più completa edizione delle opere di Pazienza è Tutto Pazienza pubblicata in venti volumi, tra il 18 giugno e il 1º ottobre 2016, nella collana Biblioteca di Repubblica-l'Espresso. Prodotta da Fandango libri a cura di Giovanni Ferrara e Oscar Glioti, con la consulenza editoriale e le introduzioni di Luca Raffaelli, la collana ripropone tutte le opere pubblicate dall'autore e una vasta selezione delle opere postume tra cui alcuni inediti.

### Fumetti
- La settimana ha otto dì - 1977 Edizioni squilibri - a cura di Francesco Schianchi - illustrazioni di Andrea Pazienza
- Aficionados - 1981 Primo Carnera Editore - Suppl. Frigidaire n. 8-9 - spillato - col.; 1992 Editori del Grifo - I classici del Grifo n. 8 - Montepulciano (SI) - brossurato - col.; 1993 Editori del Grifo - Montepulciano (SI) - cartonato - col.
- Il libro rosso del male - 1981 Il Male edizioni - I quaderni del Male n. 1 - Suppl. Il Male n. 49 del 29/12/1980 - Roma - col.- b/n; 1991 Editori del Grifo - La nuova mongolfiera - Montepulciano (SI) - brossurato - col.- b/n
- Le straordinarie avventure di Pentothal - 1982 Milano Libri Edizioni - Milano - cartonato - b/n; 1989 Rizzoli Milano Libri - Milano - b/n; 1997 Baldini & Castoldi - Milano - brossurato - b/n - Edizione critica - a cura di Felice Cappa: 2010 Fandango - Roma - a cura di G. Ferrara
- Zanardi - 1983 Primo Carnera Editore - Milano - brossurato - col.- b/n; 1988 Editori del Grifo - Montepulciano (SI) - col.- b/n; 1993 Editori del Grifo - Montepulciano (SI) - brossurato - col.- b/n; 1994 Editori del Grifo - Montepulciano (SI) - cartonato - col.- b/n; 1998 Baldini & Castoldi - Milano - brossurato - col.- b/n - Edizione critica - a cura di Felice Cappa
- Perché Pippo sembra uno sballato - 1983 Primo Carnera Editore - Milano - brossurato - col.- b/n; 1992 Editori del Grifo - I classici del Grifo n. 4 - Montepulciano (SI) - brossurato - col.- b/n; 1992 Editori del Grifo - Montepulciano (SI) - cartonato - col.- b/n - Edizione a tiratura limitata (1500)
- Pertini - 1983 Primo Carnera Editore - Milano - brossurato - b/n; 1998 Baldini & Castoldi - Milano - brossurato - b/n - Edizione critica - a cura di Felice Cappa
- Glamour Book - 1984 Glamour International Production - Firenze - brossurato - col.- b/n
- Tormenta - 1985 Milano Libri Editore - Milano - brossurato - col.- b/n; 1992 Editori del Grifo - Montepulciano (SI) - brossurato - col.- b/n; 1993 Editori del Grifo - Montepulciano (SI) - cartonato - col.- b/n
- Cattive compagnie - 1985 Babel editore - Atene (Grecia)
- Glamour Book 2 - 1986 Glamour International Production - Firenze - brossurato - col.- b/n
- I  diritti umani - 1986 Editrice Comic Art - Roma - cartonato - b/n
- Pazeroticus - 1987 Glamour International Production - Firenze - The secret book of glamour - b/n-col.
- Pompeo - 1987 Editori del Grifo - La nuova mongolfiera - Montepulciano (SI) - brossurato - b/n; 1994 Editori del Grifo - I classici del Grifo n.14 - Montepulciano (SI) - brossurato - b/n; 1997 Edizioni Di - Castiglione del Lago (PG) - cartonato - b/n; 2000 Baldini & Castoldi - Milano - brossurato - b/n - Edizione critica - a cura di Felice Cappa
- Zanardi e Altre storie - 1988 Comic Art - Serie Grandi Eroi n. 20 - Roma - cartonato - col.- b/n; 1988 Comic Art - Serie Grandi Eroi n. 20 - Roma - brossurato - col.- b/n;1995 Comic Art - Serie Best Comics n. 40 - Roma - brossurato - col.- b/n
- Agenda Verde 1988 - 1988 Editori del Grifo/Lega per l'Ambiente - Montepulciano (SI)
- Cose d'A. Paz. - 1988 Primo Carnera Editore - Milano - brossurato - b/n
- The Great- 1988 Primo Carnera Editore - Milano - brossurato - b/n
- Zanardi. La prima delle tre - 1988 Editori del Grifo - Montepulciano (SI) - brossurato - b/n; 2004 Edizioni Di - Castiglione del Lago (PG) - brossurato - b/n
- Andrea Pazienza - 1989 Comic Art - Serie Grandi Eroi n. 32 - Roma - cartonato - col.- b/n; 1989 Comic Art - Serie Grandi Eroi n. 32 - Roma - brossurato - col.- b/n; 1995 Comic Art - Best Comics n. 41 - Roma - brossurato - b/n
- Sturiellet - 1989 Editori del Grifo - La nuova mongolfiera - Montepulciano (SI) - brossurato - col.- b/n; 1992 Editori del Grifo - I classici del Grifo n. 6 - Montepulciano (SI) - brossurato - col.- b/n; 1993 Editori del Grifo - Montepulciano (SI) - cartonato - col.- b/n - Edizione a tiratura limitata (1500)
- Sotto il cielo del Brasil - 1990 Editori del Grifo - La nuova mongolfiera - Montepulciano (SI) - brossurato - col.; 2000 Edizioni Di - Castiglione del Lago (PG) - cartonato - col.
- Sulla via della seta n. 1 - 1991 Edizioni ART Core - col.- b/n
- Zuttango - 1991 Editori del Grifo - La nuova mongolfiera - Montepulciano (SI) - brossurato - col.- b/n
- Bestiario - 1992 Editori del Grifo - Montepulciano (SI) - cartonato - b/n; 2002 cartonato - b/n
- "Bestiario 2"- 2002 Grifo Edizioni - Frattamaggiore (NA) - cartonato
- Il Male sconosciuto di Andrea Pazienza - 1993 Edizione pirata fuori commercio senza un editore - spillato - b/n
- La Leggenda di Italianino Liberatore - 1994 Editori del Grifo - Moltepulciano (SI) - brossurato - b/n
- Sulla via della seta n. 4 - 1995 Edizioni ART Core - Speciale Umbria Fumetto - col.- b/n
- Antologica - 1997 Baldini & Castoldi - Milano - brossurato - col.
- Paz. Scritti, Disegni, Fumetti - 1997 Einaudi - Milano - a cura di Vincenzo Mollica - brossurato - b/n
- Favole - 1998 Edizioni Di - Castiglione del Lago (PG) - cartonato - col.
- Campofame - 2001 Edizioni Di - Castiglione del Lago (PG) - cartonato - col. – in allegato Tre canti di Moreno Miorelli, con copertina e retrocopertina di Andrea Pazienza
- Satira 1977-1988 - 2001 Baldini & Castoldi - Milano - brossurato - b/n
- Zanardi 2 – ISTANTANEE - 2001 Baldini & Castoldi - Milano - brossurato - b/n
- Francesco Stella - 2002 Coconino Press - Bologna - brossurato - col.
- Superpaz 1 - 2003 Coconino Press - Bologna - spillato - b/n
- Extra Paz - 2004 Coconino Press - Bologna - spillato - b/n
- L'arte di Andrea Pazienza - 2004 Panini Comics/Gruppo editoriale L'Espresso - Modena/Roma – I classici del fumetto di Repubblica n. 48 - brossurato - col.- b/n
- Visca - 2006 Fandango Libri S.r.l. – Roma – brossurato – col.
- Jacques Prevert -2009 Fandango Libri S.r.l. - Roma - cartonato

### Copertine di dischi
Pazienza ha lavorato come illustratore a tutto campo realizzando anche manifesti per il cinema e per il teatro (ad esempio l'immagine della locandina del film La città delle donne di Federico Fellini) e numerose copertine di dischi, sia album che singoli.

#### Singoli
- 1979 - Roberto Vecchioni - Signor giudice/Vorrei
- 1980 - Roberto Vecchioni - Montecristo/La città senza donne
- 1982 - Roberto Vecchioni - Dentro gli occhi/Hollywood Hollywood
- 1983 - Roberto Vecchioni - Hotel degli assassini/Morgana (luce di giorni passati)
- 1986 - Enzo Avitabile - Black Out/Soul Express[25]

#### Album in studio
- 1978 - Premiata Forneria Marconi - Passpartù[26]
- 1979 - Roberto Vecchioni - Robinson, come salvarsi la vita[27]
- 1980 - Roberto Vecchioni - Montecristo[28]
- 1982 - Roberto Vecchioni - Hollywood Hollywood[29]
- 1983 - Claudio Lolli - Antipatici Antipodi
- 1984 - Roberto Vecchioni - Il grande sogno (contenente un volume con poesie di Vecchioni, disegni e storie di Andrea Pazienza, Hugo Pratt, Milo Manara e Moebius)[30]
- 1986 - Enzo Avitabile - S.O.S. Brothers (contenente un albo a fumetti[31])
- 1986 - Amedeo Minghi - Cuori di pace[32]
- 1991 - David Riondino - Non svegliate l'amore (copertina di Pazienza e retro di copertina di Milo Manara).[33]

### Manifesti cinematografici
- La città delle donne (1980) regia di Federico Fellini (1980) - locandina 33x70 e manifesto 100x300
- Lontano da dove (1983) regia di Francesca Marciano e Stefania Casini - locandina 33x70 e manifesto 100x140

#### Altro
- 1988 - Le Canzoni di Totò (antologia di due cofanetti, a cura di Vincenzo Mollica; picture disc realizzati da Pazienza e Hugo Pratt)[34]

### Su riviste
"Alter Alter"
- Anno 1977, numeri 4, 6-8, 11
- Anno 1978, numeri 2, 3, 5, 12
- Anno 1979, numeri 1, 3, 5
- Anno 1980, numeri 5, 6, 9
- Anno 1981, n. 7
- Anno 1982, n. 12
- Anno 1983, n. 8/9
- Anno 1984, numeri 4, 5, 11
- Anno 1985, numeri 1, 2, 4-7, 10-12
- Anno 1986, n. 2

Linus
- Anno 1977, n. 8
- Anno 1982, numeri 4, 5, 9
- Anno 1983, numeri 1, 2, 3, 5, 8, 9, 11, 12
- Anno 1986, n. 3
- Anno 1988, n. 3 (esce postuma la storia Suite for Benka)

Cannibale
Pazienza partecipa in modo attivo dal secondo numero in poi, cioè dall'inverno 1977 al giugno 1979.
- Anno 1978, numeri 1, 10
- Anno 1979, numeri 1, 11-13

Il Male
- Anno 1978, numeri 9, 23, 26-32, 36-38
- Anno 1979, numeri 1, 6, 8, 9, 15, 18, 30, 33, 34, 36, 39, 40-50
- Anno 1980, numeri 1-9, 11-31, 33, 35-39, 41-43, 45, 47-49
- Anno 1981, numeri 1-6, 9-11, 13, 14, 17, 20, 25, 26, 28
- Anno 1982, n. 7

Frigidaire
- Anno 1980, numeri 1, 2
- Anno 1981, numeri 3-13
- Anno 1982, numeri 14-25
- Anno 1983, numeri 26-29, 31, 34-37
- Anno 1984, numeri 38-42, 48, 49
- Anno 1985, numeri 51-61
- Anno 1986, numeri 65-74
- Anno 1987, numeri 75-78, 81-83, 85
- Anno 1988, numeri 92, 93
- Anno 2002, n. 204

Glamour International Magazine
- Anno 1984, n. 14
- Anno 1985, n. 1
- Anno 1986, numeri 5-8

Corto Maltese
- Anno 1983, numeri 1-3
- Anno 1984, numeri 1-3, 5, 7
- Anno 1985, n. 11

El Vibora
- dal 1983

Ottovolante
Supplemento al quotidiano Paese Sera
- Anno 1983, numeri 1-10

Panorama
- Anno 1984, n. 949 (articolo e illustrazione)

Babel
- dal 1984

Frizzer
- Anno 1985, numeri 1-9
- Anno 1986, numeri 10, 11

Satyricon
Supplemento al quotidiano la Repubblica
- dal 1/05/1985 al 12/06/1985

L'Echo des Savanes
- dal 1984

Zut
- Anno 1987, numeri 1-13, 16, 17 (settimanale)
- Anno 1988, numeri 3, 4 (mensile)

La Nuova Ecologia
- Anno 1985, numeri 16, 17
- Anno 1986, numeri 23-29, 31, 32
- Anno 1987, numeri 36, 40, 41, 45
- Anno 1988, numeri 48-52, 55

Tango
Tango contiene un'ampia produzione vignettistica di Pazienza, successivamente ripubblicate da Cuore.
- Anno 1985, n. 0
- Anno 1986, numeri 1-3, 5, 6, 8-11, 13, 14, 17-20, 22, 26-28, 30, 38-40, 42
- Anno 1987, numeri 43, 46, 48, 50-58, 60, 61, 72-77, 80, 81, 83-92
- Anno 1988, numeri 95, 96, 99bis, 101, 105, 107, 109, 110, 112, 120

Comic Art
- Anno 1986, numeri 18, 22, 23, 28
- Anno 1987, numeri 29-39
- Anno 1988, numeri 40-44, 46, 47

Tempi supplementari
- Anno 1985, n. 3
- Anno 1986, numeri 6-12

Agenda verde
- 1985
- 1986
- 1987
- 1988

Reporter
- 1986

A.V.A.J.
Il titolo della rivista è ricavato dai nomi dei suoi fondatori: Angese, Vincino, Andrea Pazienza, Jacopo Fo. Non è una rivista vera e propria ma un allegato a "Linus" che esce tra marzo e settembre 1988.
- Due storie, poi raccolte in Sotto il cielo del Brasil

Be Bop a Lula
- Anno 1988, numeri 24, 27

Il Grifo
- Anno 1991, numeri 1-9
- Anno 1992, numeri 10-12, 14, 16, 19
- Anno 1993, numeri 20-27, 29
- Anno 1994, numeri 30-33, 35

Zapple
- Anno 2008 (esce postuma la storia LSD del 1984)

Lobotomia
- Anno 1984, n. 0, Calendario Lobotomia

### Cataloghi
- Dalla pop(ular) art all'arte popolare, catalogo della mostra collettiva Laboratorio Comune d'Arte "Convergenze", Pescara 1973.
- Storia di una convergenza, catalogo della mostra personale Laboratorio Comune d'Arte “Convergenze”, Pescara 1975.
- Italia chiama Francia. Immagini a confronto, Pescara Fumetto, 1976.
- Satira e attualità politica. 41 disegnatori dal 1914 al 1981, Electa, Milano 1981.
- Registrazione di frequenze, a cura di F. Alinovi, C. Cerritelli, F. Gualdoni, L. Parmesani e B. Toso, catalogo mostra Galleria d'arte moderna, Bologna 1982.
- Nuvole a go-go: Altan Echaurren Pazienza, catalogo mostra Roma, settembre-ottobre 1983.
- I love Paperino, catalogo mostra Roma, 29 novembre 1984, Editori del Grifo, Montepulciano 1984.
- Zark! Le Tavole Narranti, catalogo mostra Jesi, 20 luglio-4 agosto 1985, Editori del Grifo, Montepulciano 1985.
- Catalogo 7ª mostra Napoli Comics, 9-15 dicembre 1985.
- Satyrhumor. Il fumetto satirico e umoristico, Glamour International, Firenze 1987.
- Catalogo 3ª Fiera del Fumetto di Napoli, 22-25 maggio 1986, Napoli 1986.
- Vampir/Vampart, catalogo 6ª Mostra Internazionale del Cinema di Fantascienza e del Fantastico, Roma, Cinema Capranica, 26-30 maggio 1986, Editori del Grifo, Montepulciano 1986.
- Catalogo 5ª Fiera del Fumetto di Napoli, giugno 1988, Napoli 1988.
- Nuovo Fumetto Italiano: Frigidaire, Valvoline, Dolce Vita e dintorni, catalogo mostra Reggio Emilia, 29 giugno-18 agosto 1991, Fabbri Editori, Milano 1991.
- Andrea Pazienza, catalogo mostra Roma, 1-18 marzo 1991, Editori del Grifo, Montepulciano 1991.
- Andrea Pazienza, catalogo mostra Siena, 24 marzo-5 maggio 1991, Editori del Grifo, Montepulciano 1991.
- Andrea Pazienza, catalogo mostra San Severo, 12 marzo-3 aprile 1992, Editori del Grifo, Montepulciano 1992.
- Lo spettacolo di Andrea Pazienza, catalogo mostra Ancona, 4 luglio-4 agosto 1995, Associazione Fahrenheit 451/Arci Nova, Ancona 1995.
- Gulp! 100 anni a fumetti, catalogo mostra Ferrara, 3 aprile-30 giugno 1996, Electa, Milano 1996.
- Schizzi e scazzi di Andrea Pazienza, catalogo mostra "Acquaviva nei fumetti", 21-28 luglio 1996.
- Sogno, catalogo mostra San Benedetto del Tronto, 8 dicembre 1996-19 gennaio 1997.
- Antologica, catalogo mostra Bologna, 5 ottobre-16 novembre 1997, Baldini & Castoldi, Milano 1997.
- Il fumetto italiano. 90 anni di avventure disegnate, catalogo mostre storiche di Cartoomics 1998, a cura di Luigi F. Bona e Sergio Giuffrida, Editrice Superart, Milano 1998.
- Andrea Pazienza. La vita e le opere, catalogo mostra Romics, 3-6 ottobre 2002, Centro Fumetto Andrea Pazienza, Cremona 2002.
- Andrea Pazienza. Segni e memorie per una Rockstar, a cura di ArteFumetto, catalogo mostra Galleria Comunale d'Arte Contemporanea di Monfalcone (Go), 19 marzo-26 aprile 2005.
- Andrea Pazienza. Amore, è tutto ciò si può ancora tradire, catalogo mostra Complesso del Vittoriano, Roma, 17 settembre-9 ottobre 2005, Fandango Libri, Roma 2005.
- Andrea Pazienza. La musica che gira attorno, catalogo mostra Centro Espositivo alla Rocca Paolina, Perugia, 16-24 settembre 2006, Il Grifo-Edizioni Di, Castiglione del Lago 2006.